# Malene Kyed
Malene Kyed (født 16. april 1968 i Kolding) er dansk billedkunstner og grafiker baseret i Gudhjem på Bornholm. Datter af Jacob Kyed, der byggede TEKO CENTER DANMARK op gennem 25 år.
Malene Kyed er uddannet fra Det Kongelige Akademi (Danmarks Designskole) i 1999. Hun var elev på Krabbesholm Højskole “Design” vinter-efterår 1993, på Istituto Europeo di arti operative, Perugia, Italien efterår 1992 og på kunstskole i Contigliano i sommeren 1988 ved Elisabeth Tronhjem.
Malene Kyeds motiver er inspireret af livet i havet, livets evolution og menneskers relation til hav-arternes udvikling på godt og ondt.
Hun arbejder med gravering på stål, ætsning på kobber og frihåndstegning med blæk og er blevet kendt for sine fiskeskeletter udformet som blæktegninger og graveringer på stål under titlen ”ARCHIVE OF THE SEA”.
Malene Kyeds primære medie har i de senere år været gravering på spejle, hvor beskueren spejler sig selv i skabningerne fra havet.
Tidligere har Malene Kyed arbejdet som art director, grafisk designer og konceptudvikler i den københavnske reklameverden.

## Udstillinger - highlights
Vinter 2024 udstiller Malene 20 værker på Hotel d'Angleterres Michelin restaurant Marchal. Værkerne ses udefra fra gaden på Kongens Nytorv.
November 2023 - "Voices of Bornholm", Køppe Contemporary, Rønne.
2022 - Mathias Sejer Sørensen, ejer af Restaurant Njord, Svaneke (forhenværende kok på Michelin-restauranten Kong Hans Kælder) erhverver 9 store værker af Malene Kyed til den nye bornholmske restaurant Njord. Værkerne er fast udstillede på restauranten
Grafisk design and concept for Lars Bukdahl’s “Alphabets from Pluto”, 2008.https://bogrummet.dk/boganmeldelser/alfabeter-fra-pluto-af-lars-bukdahl/
Udvalgt, som designer, til udstillingen i Washington USA, National Museum of Women in the Arts – Nordic Cool: Hot Women Designers – 2004 l
Herning’s Beautification Award for Interior Design with Poul Gadegaard art in Birk Centerpark 2004
London Designers Block 2000 https://kunsten.nu/artguide/calendar/the-voices-of-bornholm-material-based-art/